# Aleksander Leńczuk
Aleksander Leńczuk (ur. 18 listopada 1993 w Łodzi) – polski koszykarz występujący na pozycjach rzucającego obrońcy lub niskiego skrzydłowego, obecnie zawodnik Śląska Wrocław.

## Osiągnięcia
(Stan na 17 czerwca 2022)

### Drużynowe
Seniorskie
- Mistrz Polski (2022)[1]
- Wicemistrz I ligi (2019)
- Uczestnik Pucharu Polski (2009/2010, 2012–2014)

Młodzieżowe
- Mistrz Polski juniorów starszych (2013)